# Église Saint-Vital de Saint-Viaud
L'église Saint-Vital est un lieu de culte catholique situé sur la commune de Saint-Viaud, dans le département français de la Loire-Atlantique.

## Présentation
L'église est située au sommet du mont Scobrit (également orthographié Scobrith). Elle est vouée à Vital de Saint-Viaud, ermite du VIIIe siècle qui vivait dans une grotte située sous l'édifice religieux actuel.

### Historique

#### Églises primitives
L'ancienne église de Saint-Viaud était deux fois plus petite que l'église actuelle. Elle possédait des éléments gothiques, un clocher à la croisée des nefs et un cimetière autour d'elle. Elle était tournée à l'opposé du bâtiment actuel et remplaçait une église plus ancienne datée du XVe siècle. La toute première chapelle est édifiée en ce lieu en 839 pour honorer saint Vital, décédé un siècle plus tôt en 740.

#### Église actuelle
L'église actuelle est édifiée entre 1854 et 1856 dans le style néogothique alors en vogue dans l'architecture religieuse. Elle est bénite en 1862 et consacrée le 20 août 1883. Sa grande curiosité est l'entrée du souterrain de saint Vital, sorte de trappe ouverte dans le parvis du transept droit et donnant accès à un escalier en colimaçon, qui descend vers une crypte où se trouvent un autel et une statue du Saint. Une messe y est donnée le jour de la fête patronale. Sur le côté de ce caveau s'ouvre une galerie, bouchée quelques mètres plus loin et qui conduisait autrefois à Paimbœuf.

#### Grotte de saint Vital
Lieu de vie du saint au VIIIe siècle, elle est devenue un lieu de pèlerinage. Située sous l'église, elle est comblée en 1792 ou 1793 lors de la Révolution française, avant de tomber dans l'oubli. Elle est redécouverte en 1853 lors du creusement des fondations de l'église actuelle. Le curé Auguste Lechat témoigne dans une lettre datée de 1878 que « cette grotte un temps oubliée a toujours porté le nom de grotte de Saint Vital ». Elle fait alors 7 m de long sur 2 m de largeur. Jadis, son ouverture se trouvait dans le jardin du prieuré. On y descendait par un escalier en pierre, puis, l'entrée extérieure de la Grotte fut placée dans la Chapelle Nord de l'église. On y descendait par un escalier de 28 marches, qui existe toujours mais qui est condamné. C'est le 4 avril 1910 que l'abbé Sort, curé de Saint-Viaud de 1909 à 1915, ouvre l'entrée extérieure actuelle.

#### Grotte de Lourdes
La réplique de la grotte de Massabielle à Lourdes est aménagée sur le côté nord de l'église par l'abbé Sort, curé de Saint-Viaud de 1909 à 1915. Il fait d'abord ouvrir la crypte de saint Vital sur l'extérieur en la fermant d'une grille puis élève une réduction de la grotte de Lourdes et aménage le terrain de façon à former une petite place et un escalier d'accès depuis l'église. Pour cela, il demande à tous les paysans de Saint-Viaud d'apporter leurs plus grosses et plus belles pierres pour la construction de la grotte de Lourdes, qui est achevée vers 1911.

## Galerie
Vues extérieures

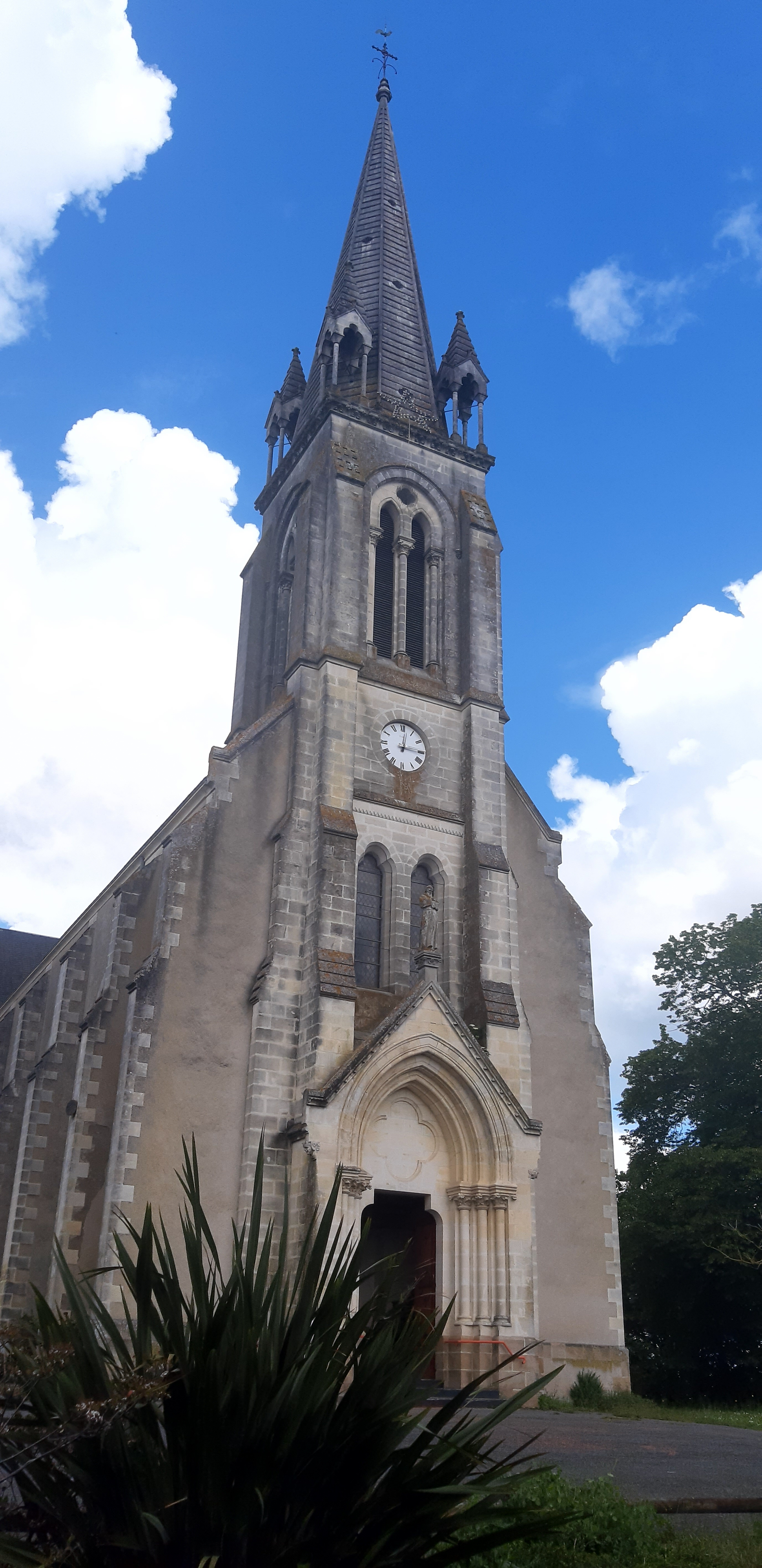
Clocher.
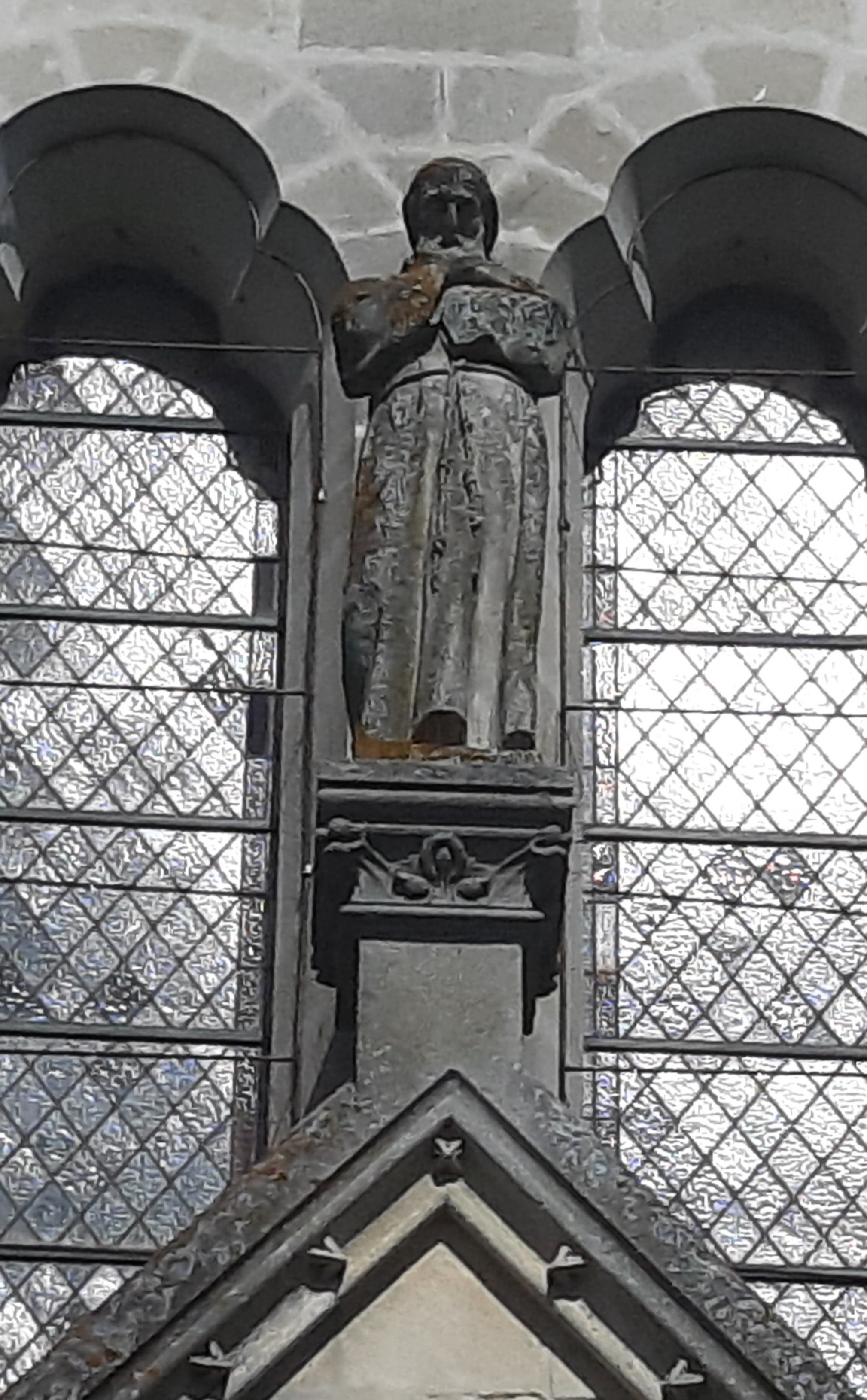
Statue de saint Vital en façade.
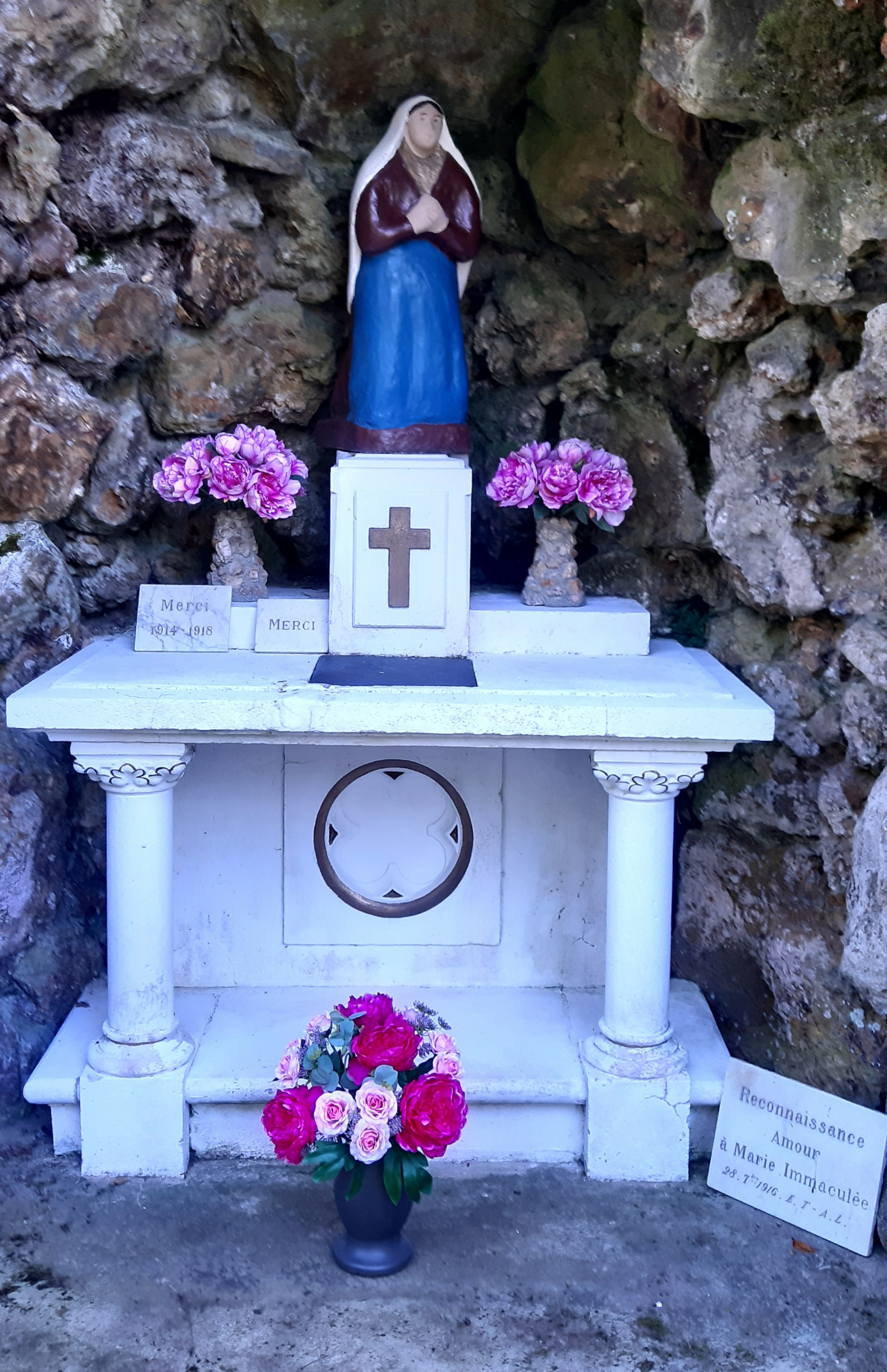
Réplique de la grotte de Lourdes.

Vues intérieures

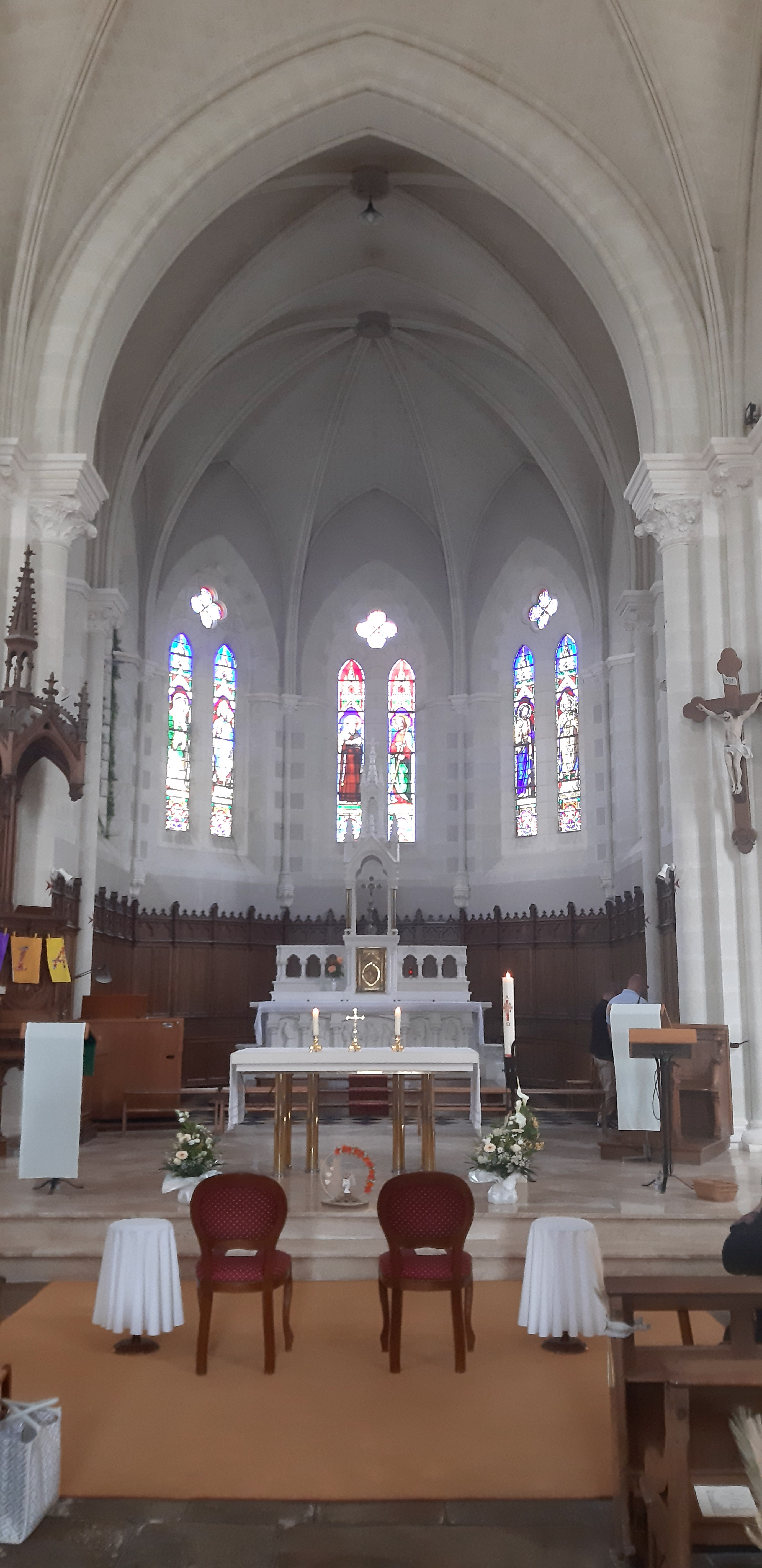
Le chœur et l'autel.
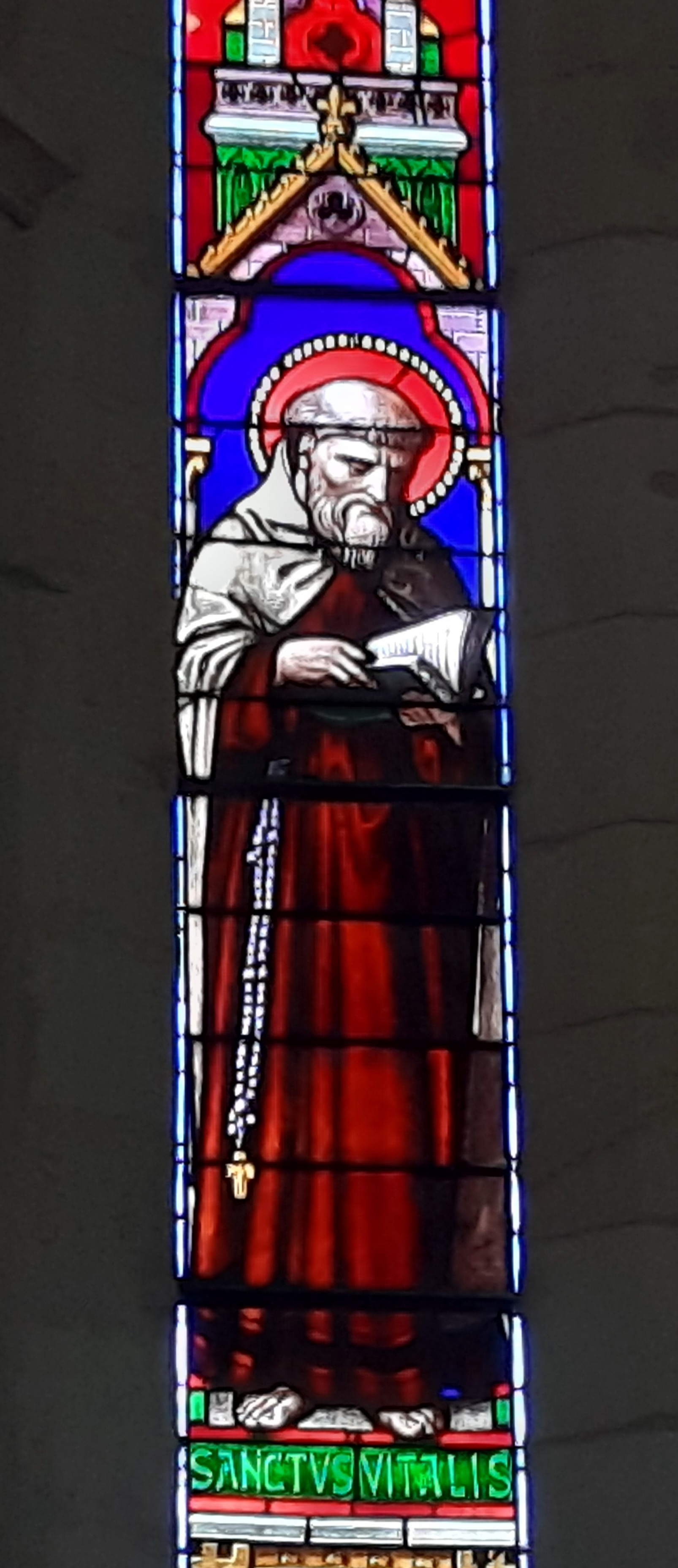
Vitrail de saint Vital.
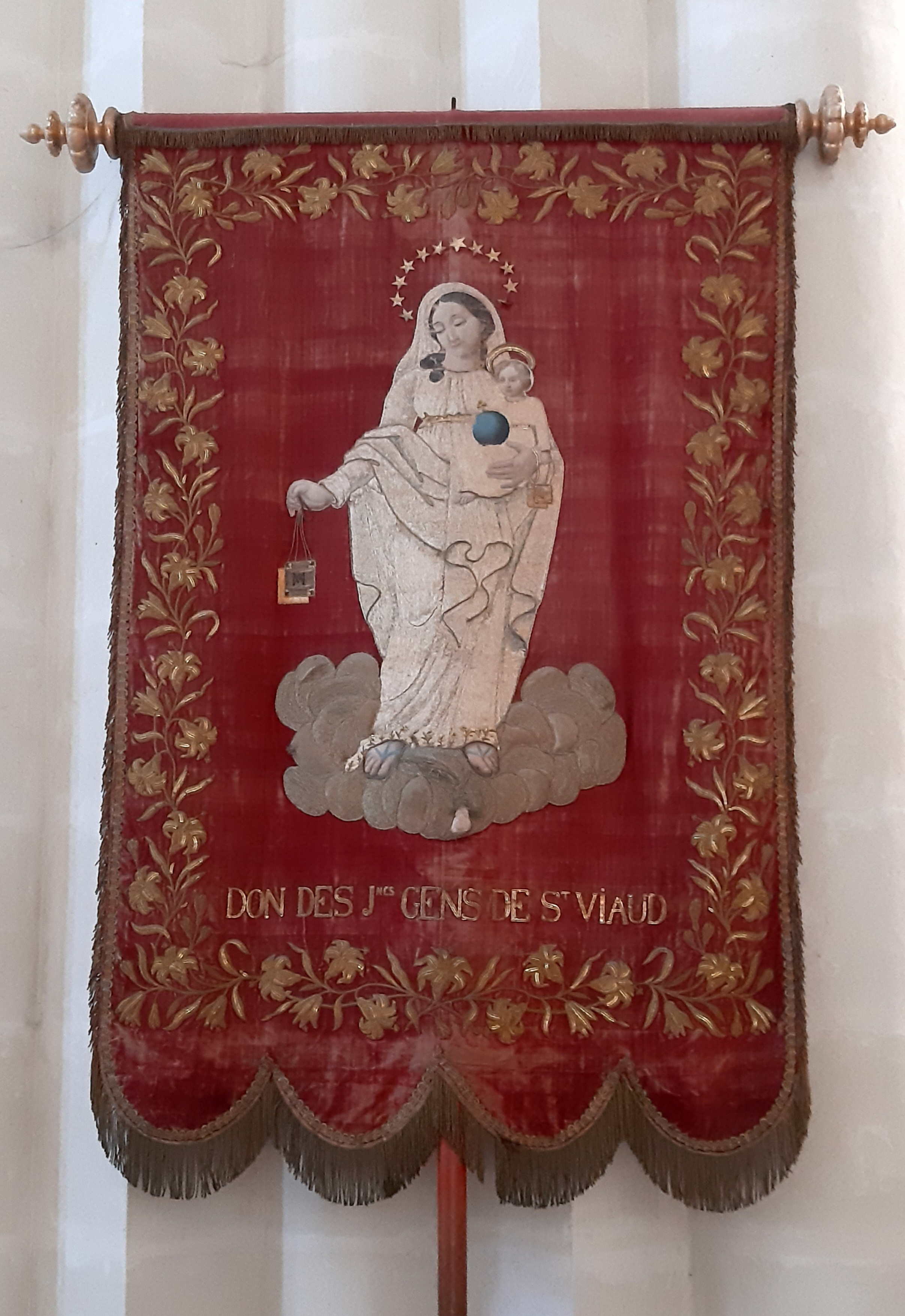
Bannière, « don des gens de Saint-Viaud ».
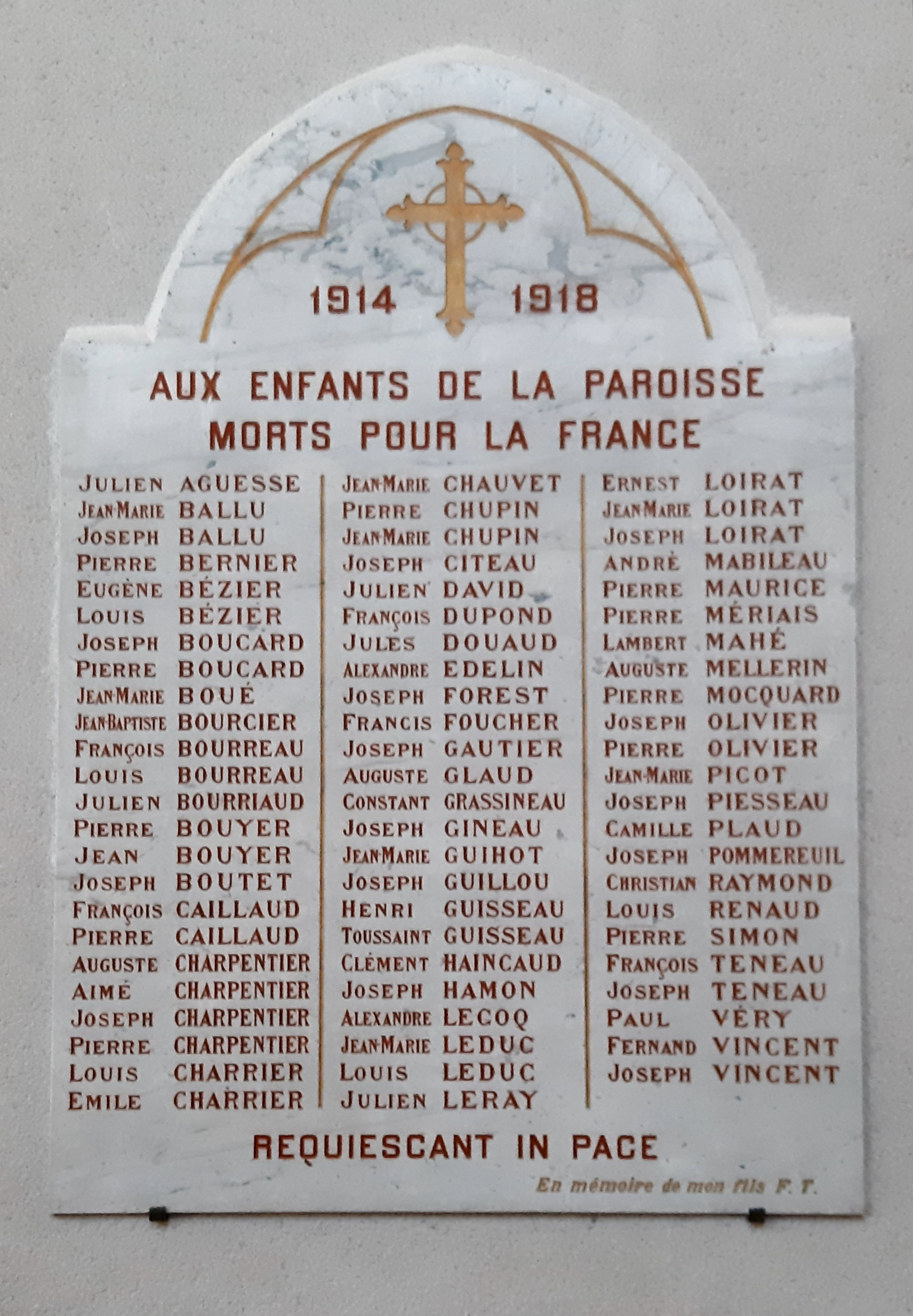
Monument aux morts.

Grotte

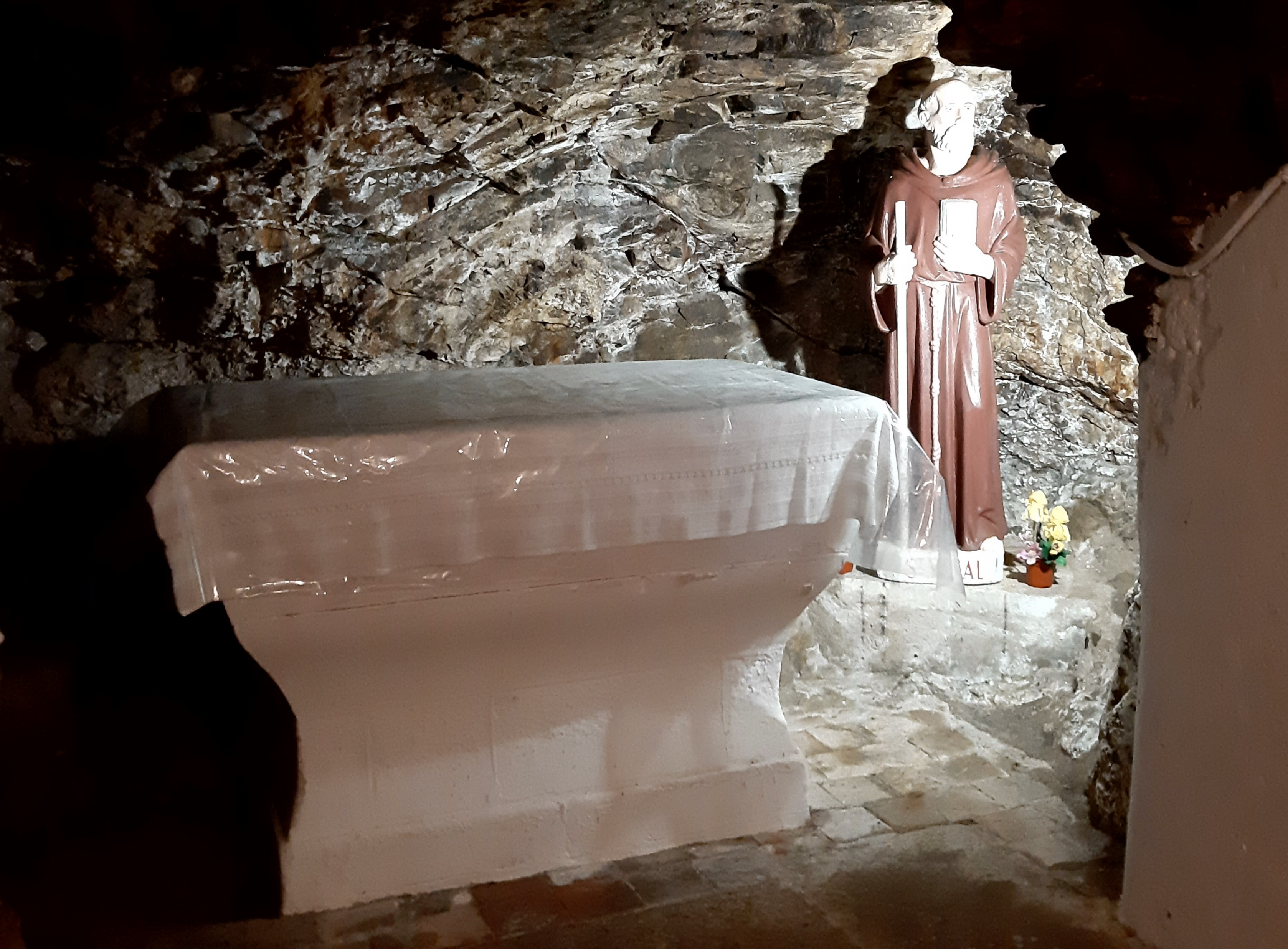
Autel et statue du saint dans la grotte.
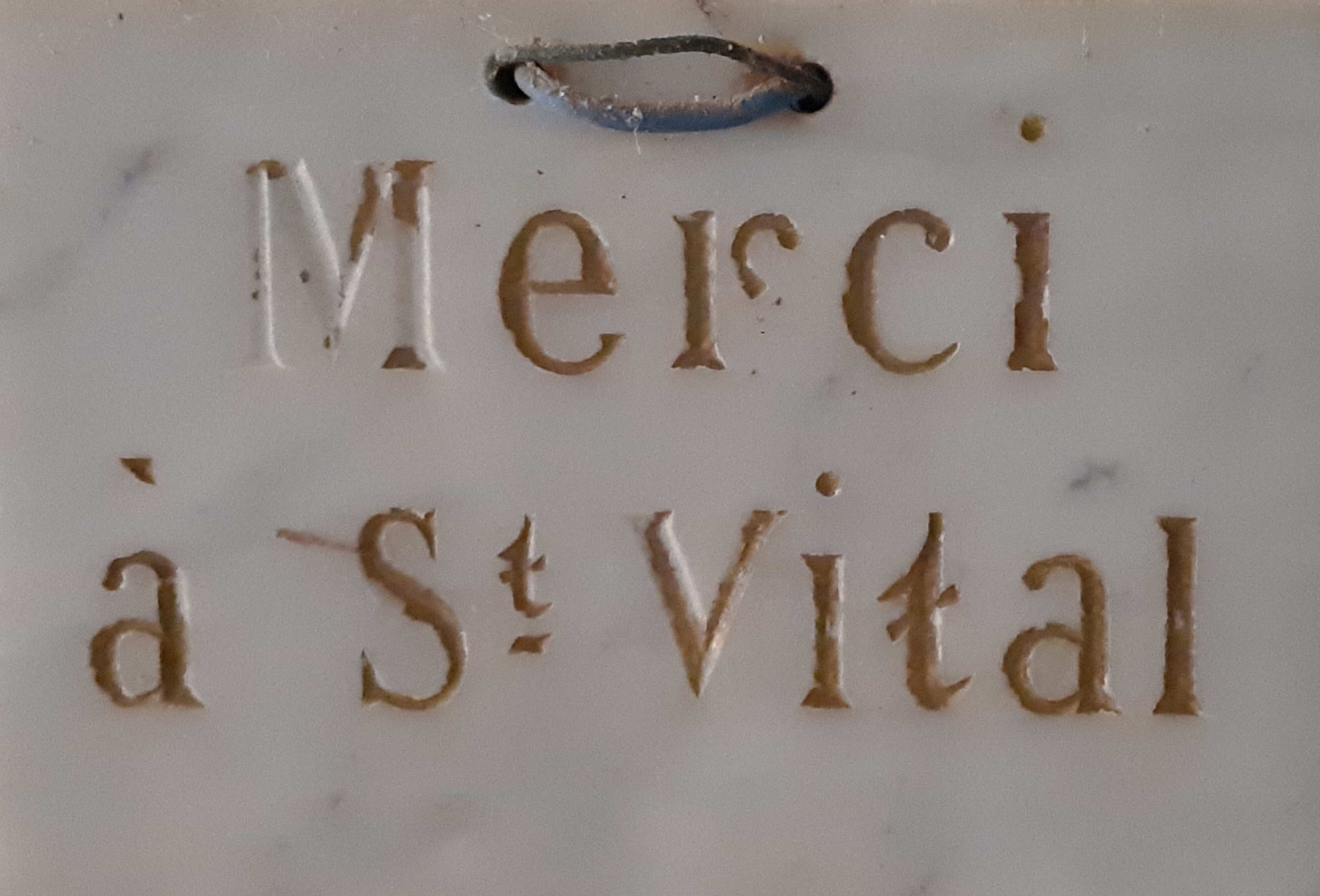
Ex-voto